# 이와오 히로시
이와오 히로시(일본어: 巌 浩, 1925년~2019년 6월 12일)는 일본의 편집자로, 오이타현 출신이다.